# مندي الصابئة (بغداد)
مندي الصابئة هو معبد للصابئة المندائيين في بغداد بحي القادسية على جرف نهر دجلة غربيّ جزيرة الأعراس، يُتخذ المعبد مكاناً يجتمع فيه الصابئة للاحتفال بأعيادهم ومناسباتهم الدينية، بُني المندي في الثمانينات، في أرض ملك صرف باسم وزارة المالية مخصصة لطائفة الصابئة، بمساحة 1200 م2، يحتوي المندي على قاعات تعازي ودار ضيافة لاستقبال ومبيت الضيوف. واتخذ مأوى لبعض الصابئة المهجّرين من مدن أخرى. في اللغة المندائية، تعني كلمة مندي المعرفة أو العلم.